# Cao Dương (nước)
Cao Dương (chữ Hán: 高陽氏) là tên một quốc gia bộ lạc từng tồn tại ở khu vực huyện Kỷ tỉnh Hà Nam ngày nay, quốc gia này là một trong những chư hầu trong thời kỳ Tam Hoàng Ngũ Đế. 

## Những ghi chép trong sử sách
Vua đầu tiên của nước Cao Dương chính là Xương Ý con trai thứ của Hiên Viên Hoàng Đế, Xương Ý trước từng giúp vua cha đánh dẹp giặc Xi Vưu lập công to nên được cha ông cho kiến địa khai quốc. Theo Sử ký Tư Mã Thiên - Ngũ đế bản kỷ thì đế Chuyên Húc trước khi làm thiên tử đã có thời gian nối ngôi Xương Ý cai trị quốc gia này, theo các tư liệu lịch sử khác thì Chuyên Húc từ lúc lên 10 tuổi đã giúp chú mình là Thiếu Hạo cai trị đất nước. Thiếu Hạo thấy cháu mình có tài kinh bang tế thế nên rất quý mến và trọng dụng, Chuyên Húc làm vua nước này chăm lo cải cách phát triển kinh tế khiến nước ấy làm ăn phồn vinh. Ông là người thâm uyên cơ mưu trí tuệ và thông đạt nên làm việc cẩn thận quy củ đâu ra đấy khiến dân chúng rất thán phục, sau khi Thiếu Hạo băng hà thì Chuyên Húc được chọn làm người kế tục làm thiên tử.
Con trưởng Chuyên Húc là Xứng thay cha lãnh đạo nước Cao Dương, sau Xứng thì đến Quyển Chương rồi Trọng Lê nối tiếp nhau duy trì sự thế tập. Trọng Lê được đế Cốc triệu hồi về kinh giữ nhiệm vụ hỏa chính thì con cháu ông vẫn kế tục nước Cao Dương, còn nước Cao Dương tồn tại đến giai đoạn nào thì sử sách không thấy nhắc đến nó ở các đời sau nữa.
Các đời quân chủ nước Cao Dương:
1. Xương Ý
2. Chuyên Húc: ? - 2514 TCN
3. Xứng
4. Quyển Chương
5. Trọng Lê (Chúc Dung)

(các đời sau không rõ)